# 临港大道
临港大道是上海市的一条省级公路，西起东大公路上海绕城高速公路路口，东至浦东新区南汇新城镇环湖西一路，全长15.900千米。2018年，因大芦线航道改造，东大公路泐马河桥拆除，浦东新区申请将东大公路自上海绕城高速公路以东的11.532千米路段降级为县道，并将324省道改道至该路。2022年6月6日，臨港大道節點改造工程啟動。節點改造工程范圍西起G1503，東至兩港大道，全長10.4公里。10月15日起，臨港大道啟動翻交工作，臨港大道北幅將封路施工，機動車輛改為南幅通行。

## 主要交会道路（东向西）
- 环湖西一路
- 环湖西二路
- 环湖西三路
- 沪城环路
- 两港大道
- 老芦公路
- 祥凯路
- 上海绕城高速、东大公路

## 轨道交通
- 水芸路口：16南枫滴水湖站
- 沪城环路口：16临港大道站
- 雪南路口：16书院站